# يان كروفورد
يان كروفورد (14 يوليو 1934 بإدنبرة في المملكة المتحدة - 30 نوفمبر 2007 ببيتربرة في المملكة المتحدة) (بالإنجليزية: Ian Crawford)‏ هو مدرب كرة قدم ولاعب كرة قدم بريطاني في مركز جناح ‏. شارك مع منتخب اسكتلندا تحت 21 سنة لكرة القدم. أما مع النوادي، فقد لعب مع سكونثورب يونايتد ونادي بيتربورو يونايتد ونادي هيبرنيان وهارت أوف ميدلوثيان وهاميلتون أكاديميكال ووست هام يونايتد.

## وصلات خارجية
- يان كروفورد على موقع قاعدة بيانات كرة القدم.إي يو (الإنجليزية)
- يان كروفورد على موقع عالم كرة القدم.نت (الإنجليزية)